# بهدل فضي الأذن
بُهْدُل فضي الأذن (الاسم العلمي Leiothrix argentauris)، طائر من البهدل وفصيلة البهدليات. موطنه جنوب شرق آسيا.